# 李令翔
李令翔，JP（Raymond Li Ling-cheung，1959年12月26日—）是香港金融管理局高級助理總裁兼香港按揭證券有限公司總裁。工作包括存款保障計劃、香港銀行發牌、香港證券業執法及監察結算和交收系統。

## 背景
李令翔在1977年畢業於英皇書院，1979年至1982年間入讀香港大學修讀社會科學學士學位，1982年畢業後加入香港政府政務職系。由1986年起在政府前金融事務科工作，在1990年升職為首席助理金融司。1993年加入香港金融管理局任銀行業拓展處處長，1995年任行政處處長。1996年，成為銀行政策部助理總裁，其後獲擢升為銀行政策部助理總裁，隨後又轉為銀行業拓展部助理總裁，2010年任，法規部執行總監。 2013年1月1日起接替將於2012年底退休的劉怡翔任香港按揭證券有限公司總裁兼執行董事，在2016年，獲擢升為香港金融管理局高級助理總裁。

## 個人生活
李令翔已婚，妻子為在港日本人菅原浩子，婚後育有兩名兒子。菅原浩子曾為香港公務員，任職行政主任，及後改於廉政公署任職首席防貪主任，亦曾為銀行界提供防貪服務。

## 榮譽

### 殊勳
- 官守太平紳士（J.P.）（1997年6月13日－）[8]

## 外部連結
- 李令翔表示：金管局正研究銀行應否銷售高風險產品[永久]
- 香港存款保障委員會總裁李令翔